# Aleiodes angustatus
Aleiodes angustatus är en stekelart som först beskrevs av Papp 1971.  Aleiodes angustatus ingår i släktet Aleiodes och familjen bracksteklar. Inga underarter finns listade i Catalogue of Life.